# Mahalapye
Mahalapye ist eine Stadt im Central District in Botswana. 

## Geographie
Im Jahr 2011 hatte Mahalapye 43.289 Einwohner. Der Mhalatswe, ein linker Nebenfluss des Limpopo, fließt durch Mahalapye. 
Mahalapye liegt im Osten des Landes zwischen den beiden größten Städten Botswanas, Gaborone (etwa 160 Kilometer entfernt) und Francistown (220 Kilometer). Rund 70 Kilometer nordöstlich liegt Palapye. Rund 20 Kilometer westlich liegt der frühere Hauptort der Bangwato, Shoshong. 
Die Durchschnittstemperatur beträgt 20,4 °C, die jährliche Niederschlagsmenge liegt bei 452 Millimeter.

## Geschichte
Mahalapye entstand als Station der Bahnstrecke Gaborone–Francistown. 1922 bestand es aus drei Siedlungen (wards), 1946 hatte es 2453 Einwohner. Der Name bezieht sich, ebenso wie der Name der nördlich gelegenen Stadt Palapye, auf die Impala-Antilope.

## Wirtschaft und Infrastruktur
Haupterwerbszweige sind die Landwirtschaft mit Viehzucht und dem Anbau von Hirse, Mais und Bohnen sowie kleinere Industriebetriebe.
Mahalapye liegt an der Fernstraße A1. Shoshong im Westen ist durch eine Nebenstraße mit Mahalapye verbunden. Eine weitere Straße führt zum Grenzübergang Parr’s Halt/Stockpoort und geht in Südafrika in die R510 Richtung Lephalale über. Mahalapye liegt an der einzigen Fernverkehrsbahnstrecke Botswanas (siehe Schienenverkehr in Botswana). Sie wird im Güterverkehr sowie von Personenzügen und Sonderzügen wie dem Pride of Africa bedient. 
In Mahalapye gibt es das Gefängnis Mahalapye Prison. Ein Denkmal nahe der Stadt zeigt die Lage des Südlichen Wendekreises an.

## Söhne und Töchter der Stadt
- Kenneth Koma (1924–2007), Politiker
- Duma Boko (* 1969), Politiker; seit dem 1. November 2024 Staatspräsident